# 下馬爾伯勒 (馬里蘭州)
下馬爾伯勒（英語：Lower Marlboro）是位於美國馬里蘭州卡爾弗特縣的一個非建制地區。

## 地理
下馬爾伯勒所處的海拔為高於海平面8米（即26英呎），而該地所採用的時區為UTC-5，即北美东部時區（EST）。同時該地設有夏令時間，為UTC-5調快一小時，即UTC-4（EDT）。